# Tarnobrzeg
Tarnobrzeg er en by i Polen, og hovedstad i voivodskabet podkarpackie. Byen ligger ved floden Wisła.